# Cook-Islands-Münztafel
| Cook Island Münztafel | Cook Island Münztafel                     |
| --------------------- | ----------------------------------------- |
| Metall:               | >99,9 % Silber                            |
| Prägejahre:           | 2012 bis heute                            |
| Vorderseite           |                                           |
| Motiv:                | Elisabeth II.                             |
| Rückseite             |                                           |
| Motiv:                | Meeres- und Fruchtbarkeitsgott "Tangaroa" |

Die Cook-Islands-Münztafel ist eine Anlagemünze und Kurantmünze, die ausschließlich in Silber erhältlich ist. Die Münze hat die Form einer geprägten, dünnen Platte mit Sollbruchstellen für einzelne rechteckige „Münzen“ bzw. Münzbarren, die durch Knicken verlustfrei und ohne Werkzeug voneinander getrennt werden können. Sie ist offizielles Zahlungsmittel auf den Cookinseln. Damit kann (in Verbindung mit der Herstellung in der Schweiz) die Münztafel durch die Anwendung von Differenzbesteuerung bei der Mehrwertsteuer günstiger angeboten werden als normale Silberbarren. Durch die Teilbarkeit in kleine Einheiten (10 à 10 g bzw. 100 à 1 g) soll die Fähigkeit, im Krisenfall bezahlen zu können – bei gleichzeitig vereinfachter Herstellung, Echtheitsprüfung und Lagerung – gewährleistet werden. Die Münztafel wird seit 2012 von der Scheideanstalt Valcambi in der Schweiz produziert.
Diese Münztafel sind eine spezielle Form der Anlagemünzen der Cookinseln.

## Varianten
| Gewicht   | Maße                      | Nennwert                           |
| --------- | ------------------------- | ---------------------------------- |
| 10 * 10 g | DIN A7, 105 × 74 × 1,5 mm | 10 * 1 Cookinseln-Dollar (Ci$)     |
| 100 * 1 g | DIN A7, 105 × 74 × 1,5 mm | 100 * 0,10 Cookinseln-Dollar (Ci$) |